# Soyang
Soyang – gaun wikas samiti we wschodniej części Nepalu w strefie Meći w dystrykcie Ilam. Według nepalskiego spisu powszechnego z 2001 roku liczył on 945 gospodarstw domowych i 5150 mieszkańców (2536 kobiet i 2614 mężczyzn).